# Рателсдорф (Тирингија)
Рателсдорф (њем. Rattelsdorf) општина је у њемачкој савезној држави Тирингија. Једно је од 93 општинска средишта округа Зале-Холцланд. Према процјени из 2010. у општини је живјело 88 становника. Посједује регионалну шифру (AGS) 16074071.

## Географски и демографски подаци
Рателсдорф се налази у савезној држави Тирингија у округу Зале-Холцланд. Општина се налази на надморској висини од 280 метара. Површина општине износи 3,6 km². У самом мјесту је, према процјени из 2010. године, живјело 88 становника. Просјечна густина становништва износи 24 становника/km².

## Међународна сарадња
| Мјесто | Држава    | Врста сарадње | Од    |
| ------ | --------- | ------------- | ----- |
|        | Француска | контакт       | 2000. |
| Тахов  | Чешка     | партнерство   | 1976. |
| Извор  |           |               |       |